# Pettyes piton
A pettyes piton (Antaresia maculosa) Ausztráliában honos, kis termetű (kb. 1 méteres), nem mérges kígyófaj.

## Megjelenése
A pettyes pitont 1984-ig a Children-piton alfajának tartották, azóta azonban a hangyabolypitonnal együtt önálló fajnak ismerik el. A pettyes piton a csoportban a legnagyobb faj, általában 90–115 cm hosszú, ritkán elérheti a 140 cm-t is. A legnagyobb példányok a Cape York-félsziget erdeiben élnek. Alapszíne világosabb krém- vagy sárgásbarna, amin szabálytalan alakú sötétbarna foltok láthatók. A foltok elkülönülhetnek vagy összeolvadhatnak; utóbbi esetben erősen hullámzó, a gerinc mentén végighúzódó, szakadozott sávot alkothatnak. A foltok széle cikkcakkos, mert a sötétbarna szín mindig kiterjed az érintett pikkely teljes felületére. Pupillája függőlegesen álló keskeny ovális.

## Elterjedése
Északkelet-Ausztráliában honos, Queensland tartomány északi és keleti partvidékén, valamint Új-Dél-Wales északkeleti részén.   

## Életmódja
A pettyes piton erdőkben, esőerdőkben, bozótosokban, sziklás hegyoldalakon egyaránt előfordul, de különösen kedveli a sziklás környékeket, ahol a repedésekben és barlangokban el tud rejtőzni.
Kisemlősökkel, madarakkal, gyíkokkal, békákkal táplálkozik. Sajátossága, hogy a barlangok bejáratánál elhelyezkedve elkapja a ki-be röpködő denevéreket.
Tojásokkal szaporodik, egyszerre 4-16 (átlagosan 13) tojást rak.
Terráriumban az egyik legkönnyebben tartható piton; kezdőknek is javasolt. Egerekkel, fiatal patkányokkal etethető. Ismert világosabb ("szőke") és albínó változata is.   